# 日高山脈襟裳十勝國立公園
日高山脈襟裳十勝國立公園（日语：／ Hidakasanmyaku-Erimo-Tokachi Kokuritsu Kōen）為日本北海道東南側的國立公園，面積達245,668公頃，是日本陸域面積最大的國立公園。

## 概要
公園包含日高山脈、廣尾町至襟裳岬的海岸線、アポイ岳周邊地域。日高山脈保留了日本國內最原始的自然環境，有多種特有種與隔離分布植物。同時也是登山難度高的山域。襟裳岬有著長達1.5公里的岩礁，當地風力強勁，並且是日本白砂青松100選與日本海岸百選（「百人濱·襟裳岬」）選定地。アポイ岳有世界少見的橄欖岩山塊與溪谷，特殊的土壤等條件讓高山植物可在低標高處生長。「アポイ岳與高山植物群落」為國家特別天然紀念物，同時也入選日本地質百選，並在2008年與2015年分別認定為「日本地質公園」與「世界地質公園」。襟裳岬、十勝幌尻岳、幌尻岳為國家名勝「ピリカノカ」的指定區域之一。

## 沿革
- 1950年：成立襟裳道立公園。
- 1958年：改為襟裳道立自然公園
- 1981年10月1日：改設為國定公園。[7]
- 2024年（令和6年）6月25日：改為國立公園。

## 地域
- 日高山脈地區
  - 包含最高峰幌尻岳，與札內岳（日语：札内岳）、十勝幌尻岳（日语：十勝幌尻岳）、邊天狩岳（日语：ペテガリ岳）、樂古岳（日语：楽古岳）等1,500至2,000公尺級的山岳，稜線宛如刀口般鋒利[8]。ピパイロ岳西方的無名峰至南部的トヨニ岳之間有冰蝕形成的圈谷[8]。「幌尻岳七沼圈谷」為日本地質百選之一。

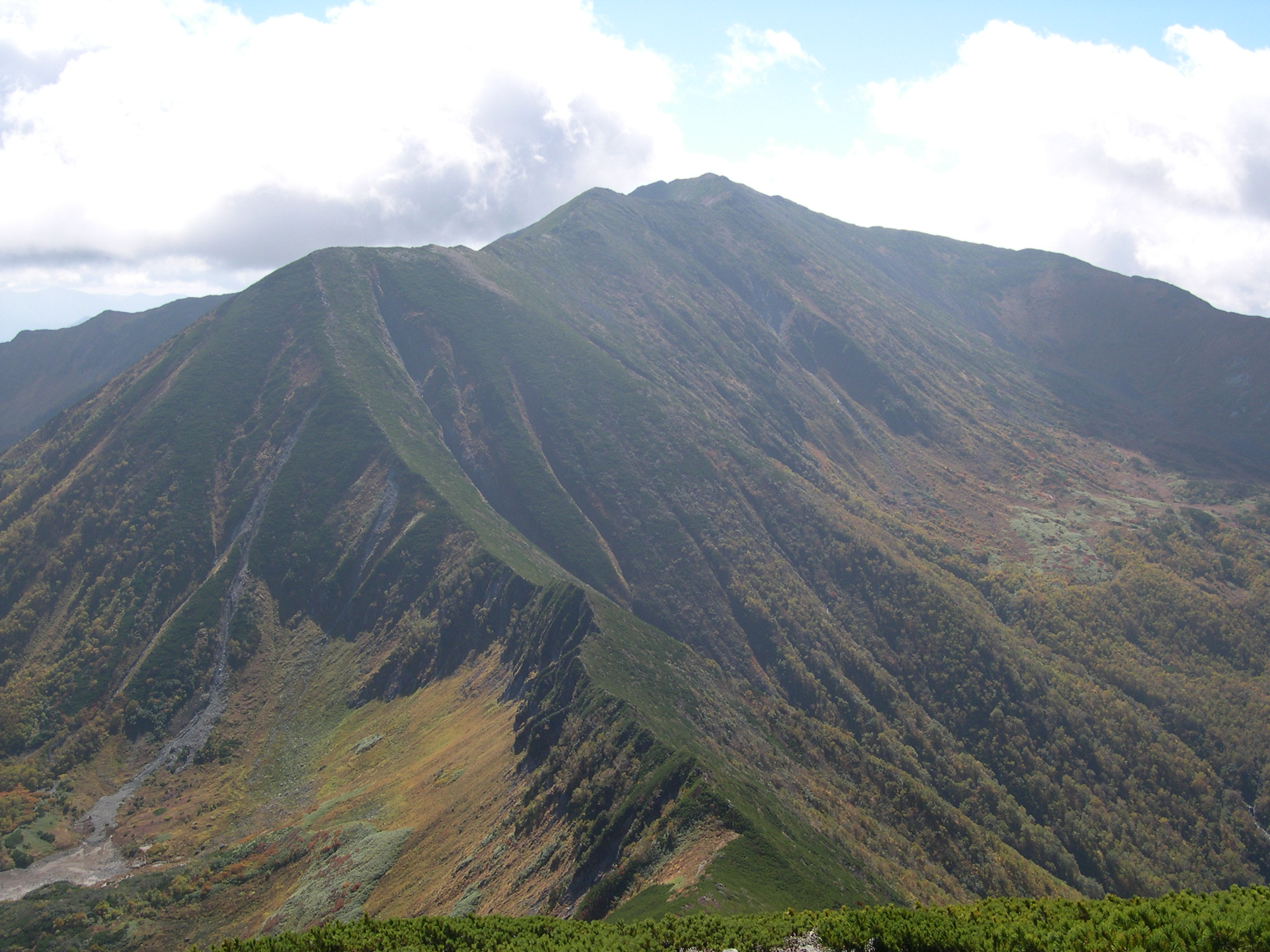
戶蔦別岳眺望幌尻岳
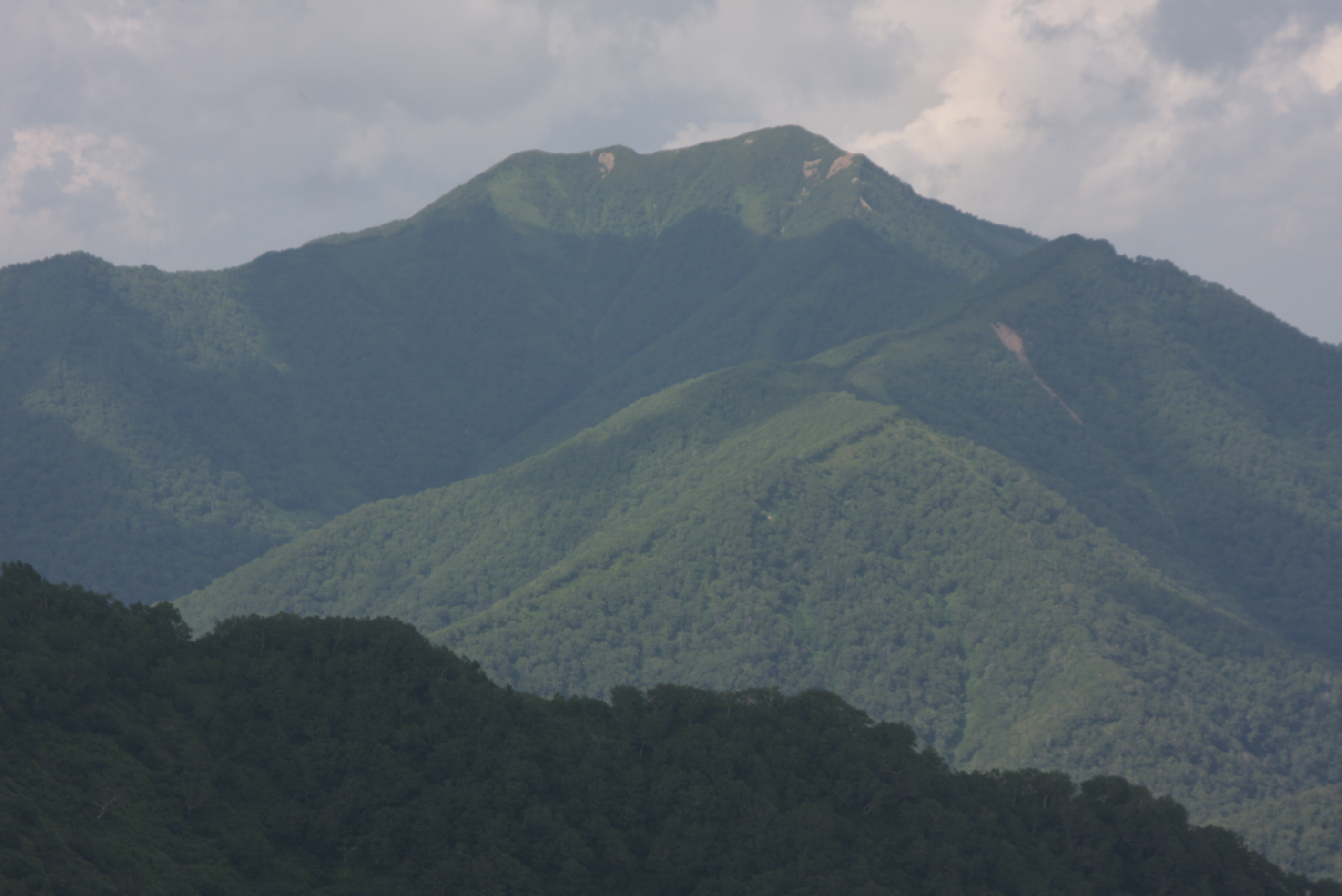
金字塔峰（ピラミッド峰）眺望札內岳
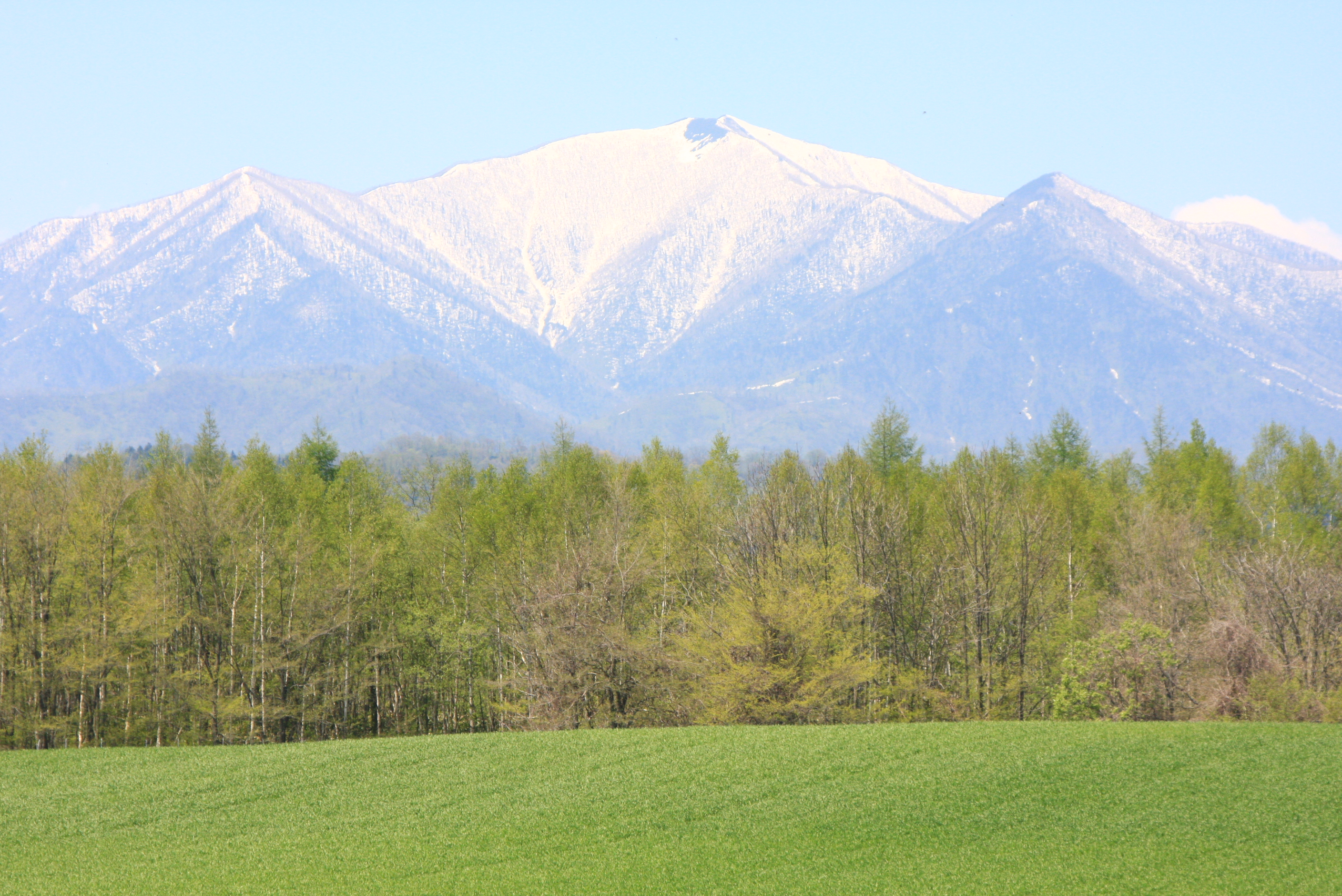
中札內村眺望十勝幌尻岳
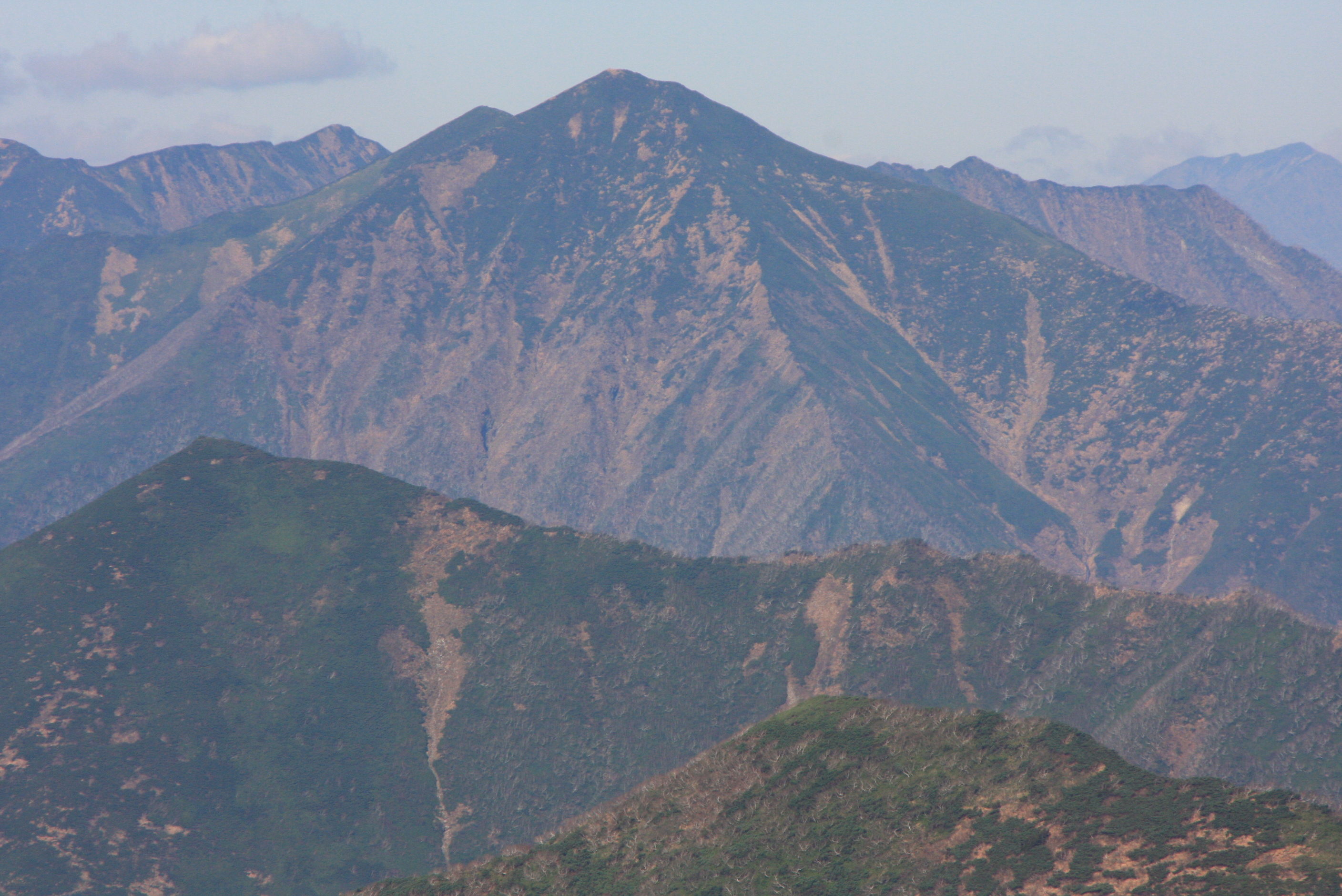
神威岳眺望邊天狩岳
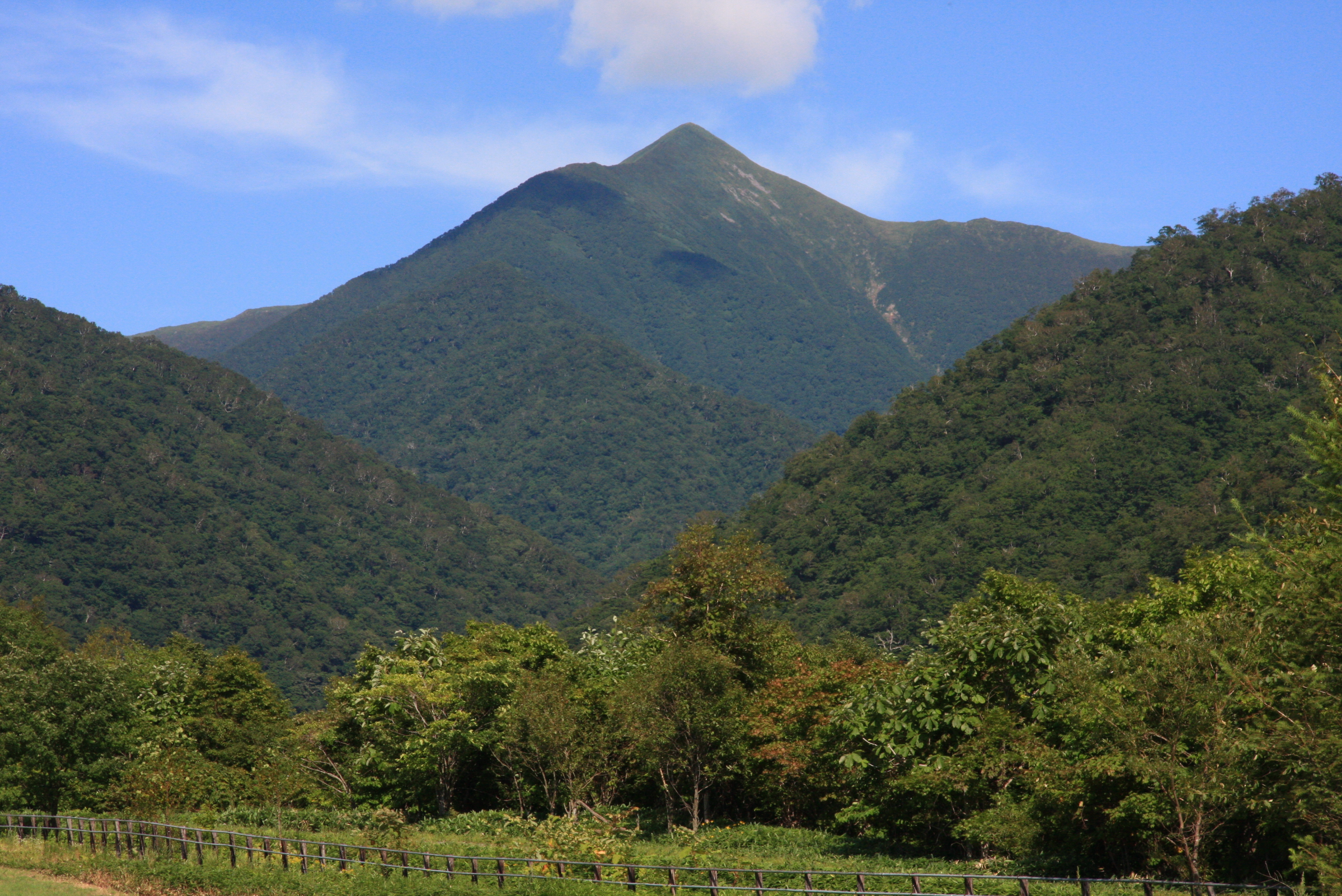
女名春別（メナシュンベツ）林道眺望楽古岳
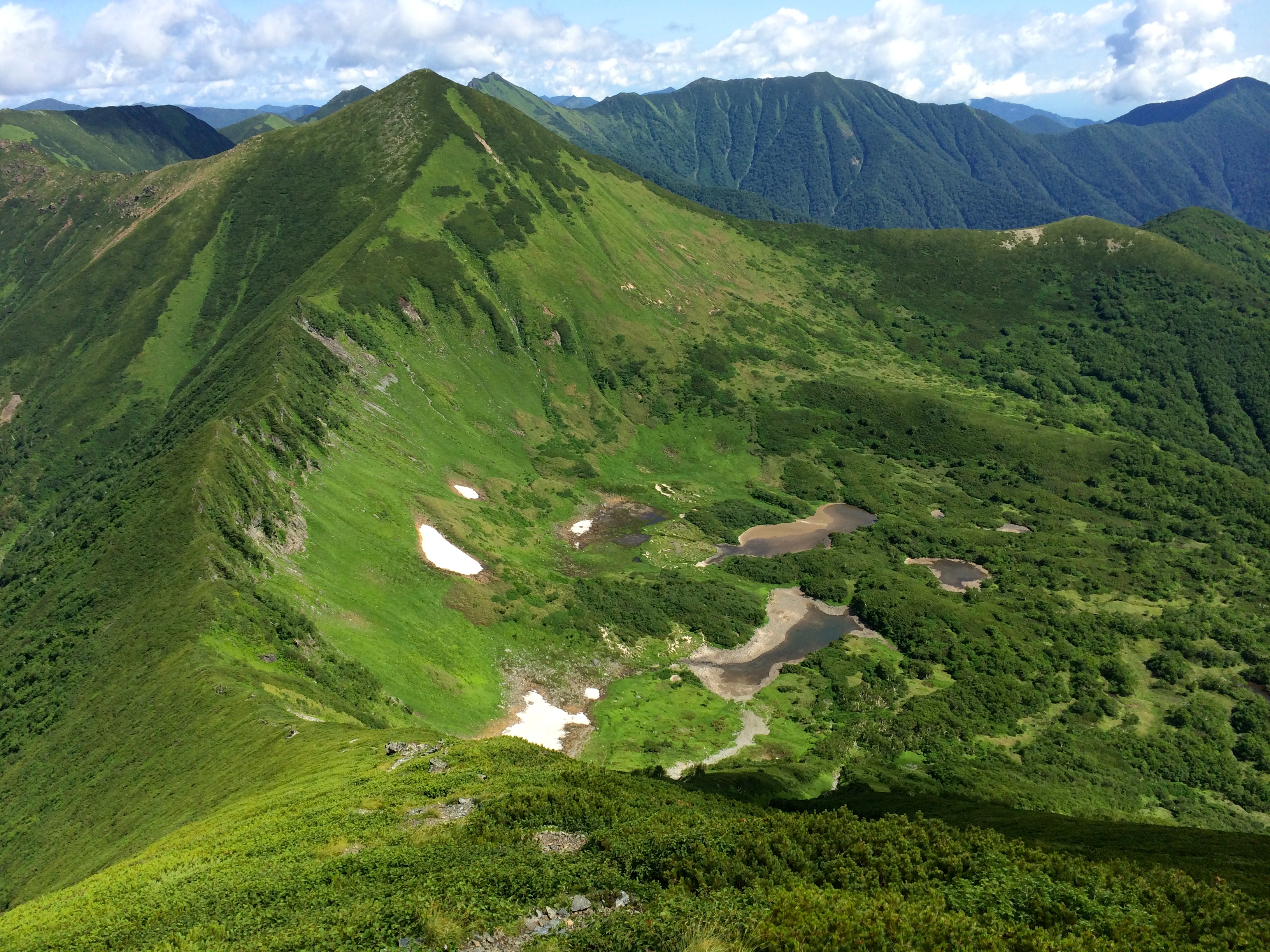
戶蔦別岳與七沼圈谷

- アポイ岳周邊地區
  - 包含アポイ岳（日语：アポイ岳）、吉田山、賓根尻（ピンネシリ）一帶的アポイ山塊。幌滿山可見橄欖岩等超基性岩[9]。

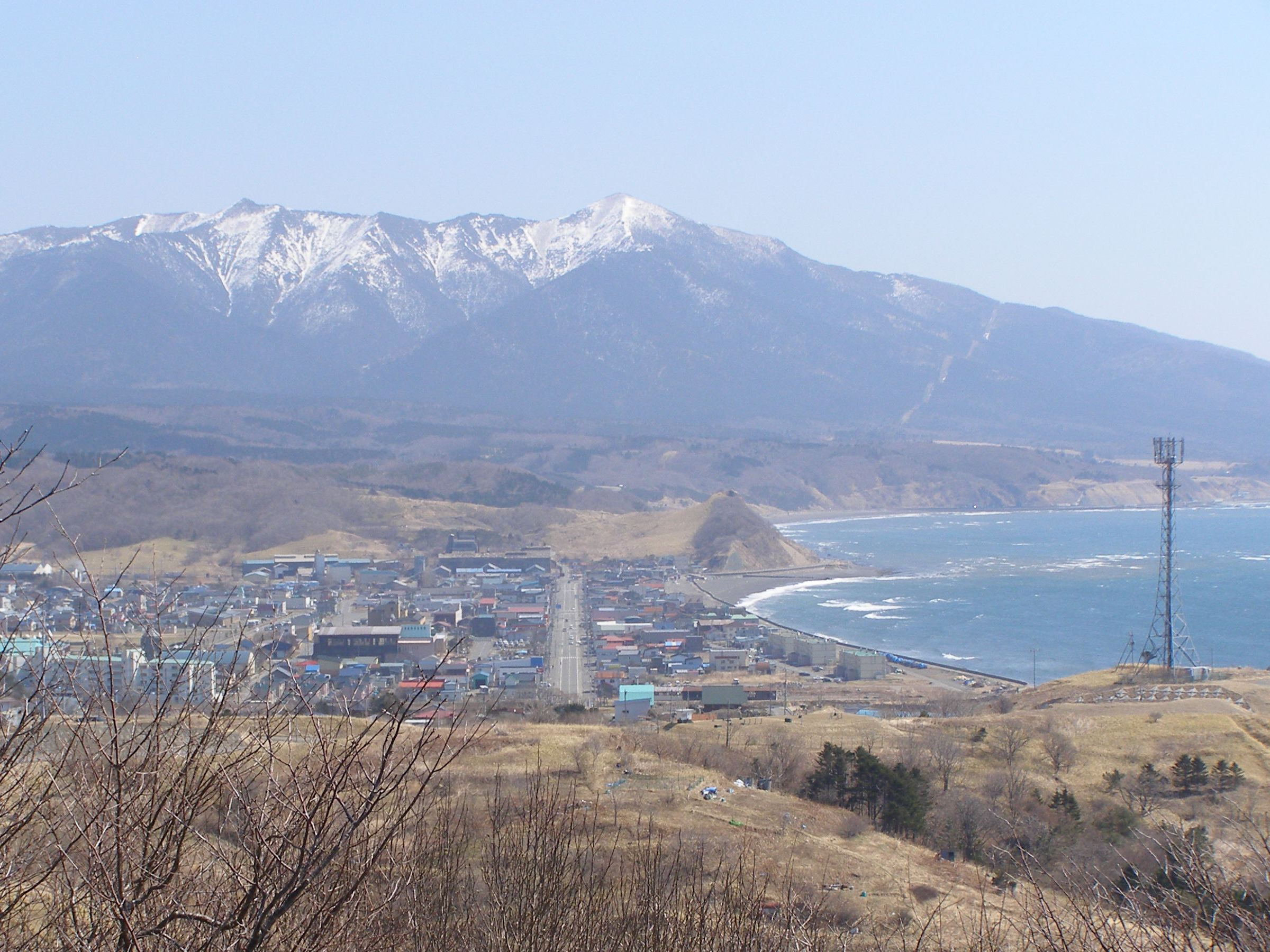
樣似市區與アポイ岳

- 廣尾·襟裳岬海岸及豐似湖周邊地區
  - 海岸與襟裳岬背後的丘陵地帶是發達的海岸段丘，至海拔350公尺為止可見四個段丘面[10]。豐似湖是自然湖，上空所見宛如愛心因此又稱做「心形湖」[11]。

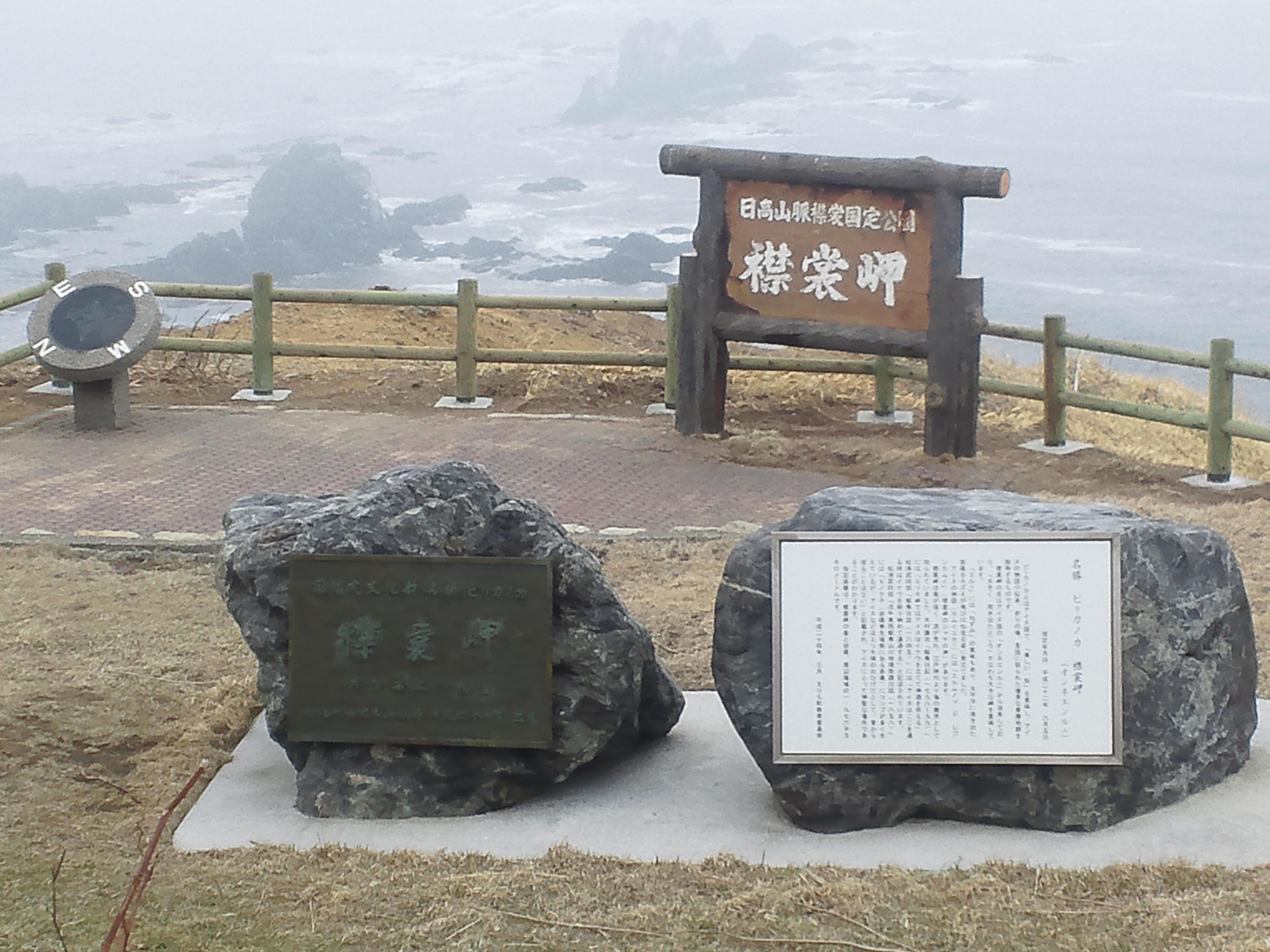
襟裳岬（2014年4月）

## 自然
日高山脈山麓日高側的河川流域為庫頁冷杉、蝦夷松的針葉林，十勝側溪谷旁是水楢、裂葉榆、蝦夷板屋（色木槭）、遼楊等闊葉林與混交林。高山植物受限於險峻地形，主要為偃松、特有種日高峰柳（ヒダカミネヤナギ）及カムイビランジ（Silene hidaka-alpina）、超基性岩指標植物南部犬薺、雪葉平江帶（ユキバヒゴタイ）等貴重植物。
アポイ岳周邊有約800種植物，如日高草與蝦夷髪剃菜（エゾコウゾリナ）等アポイ岳特有種。該處的低海拔地區可見高山植物，同時北方系與南方系植物交錯，甚至可見岳樺林生長在比偃松群落更高的位置，形成非常特殊的植被分布。國道336號旁的海蝕崖可見蝦夷犬薺（エゾイヌナズナ）、深山當歸、蝦夷萱草（北萱草）等植物、海岸草原則有海濱山黧豆、先代萩（センダイハギ）等植物。幌滿側的樹林有北海道稀少的ゴレツミズゴケ（Sphagnum quinquefarium）。
1973年（昭和48年）アポイ岳發現日本國內未曾紀錄的姬茶斑挵蝶（ヒメチャマダラセセリ），現為國家天然紀念物。此外，「幌滿日本五針松自生地」也是天然紀念物，而「アポイ岳高山植物群落」則是國家特別天然紀念物。
國道336號（通稱黃金道路）廣尾至庶野的海岸岩質荒原，有蝦夷透百合、蝦夷河原撫子等植物，百人濱以黑松人工林為主。襟裳岬風衝地則是蝦夷都笹（エゾミヤコザサ）生長地。百人濱西側丘陵地與襟裳岬海岸段丘一帶可見釣鐘人參、蝦夷瑠璃虎之尾（エゾルリトラノオ）等高山植物。豐似湖周邊岩礫地是鼠兔棲息南限，襟裳岬是港海豹繁殖地。

## 景點
- 日勝峠園地展望台[14]
- 札內川園地
- 黃金道路（國道336號（日语：国道336号））
- 百人濱
- 襟裳岬[15]
- 日高耶馬溪[16]

## 轄區所屬行政區劃
| - 日高振興局 - 沙流郡 - 日高町 - 平取町 - 新冠郡 - 新冠町 - 日高郡 - 新日高町 - 浦河郡 - 浦河町 - 樣似郡 - 樣似町 - 幌泉郡 - 襟裳町 | - 十勝綜合振興局 - 帶廣市 - 上川郡 - 清水町 - 河西郡 - 芽室町 - 中札內村 - 廣尾郡 - 大樹町 - 廣尾町 |

## 遊客中心
| 設施名                   | 設置者   | 所在地                          | 使用人數（人） |
| ------------------------ | -------- | ------------------------------- | -------------- |
| アポイ岳地質公園遊客中心 | 樣似町   | 北海道樣似郡様似町字平宇479-7   | -              |
| 中札內村日高山脈山岳中心 | 中札內村 | 北海道河西郡中札內村南中札内713 | -              |

## 外部連結
- 日高山脈襟裳十勝国立公園
- 日高山脈襟裳國定公園 （页面存档备份，存于） - 公益社團法人 北海道觀光振興機構
- アポイ岳地質公園 （页面存档备份，存于） - 樣似町アポイ岳地質公園推進協議會